# Закрупец
Закру́пец (бел. Закрупец) — деревня в Славгородском районе Могилёвской области Белоруссии. Входит в состав Гиженского сельсовета.
Название деревни произошло от реки Крупка, притока Прони, протекающей через населённый пункт.